# Association ukrainienne de football
Pour les articles homonymes, voir FFU.
L'Association ukrainienne de football est une association regroupant les clubs de football d'Ukraine et organisant les compétitions nationales et les matchs internationaux de la sélection d'Ukraine.
L'association nationale d'Ukraine est fondée en 1991. Elle est affiliée à la FIFA depuis 1992 et est membre de l'UEFA depuis 1992.

## Histoire

Logo jusqu'en 2016.
Logo depuis 2016.